# Daphne Alexander
Daphne Alexander es una actriz chipriota nacionalizada británica, reconocida por interpretar el personaje de Nadia Talianos en la serie de televisión Casualty y a Modesty Blaise en tres adaptaciones radiales.

## Carrera
Su primer papel importante se dio en la serie de televisión Casualty, interpretando a la enfermera Nadia entre febrero y diciembre de 2007. Participó en la producción televisiva House of Saddam y en las películas The Fourth Kind y The Ghost Writer, trabajando en esta última con el popular director Roman Polanski. En 2011 protagonizó el corto The Palace, el cual ganó una gran cantidad de premios y recibió la aclamación de la crítica especializada.
Desde 2012 Alexander se ha desempeñado fundamentalmente en el escenario, con roles en Londres y Nueva York. Algunas de sus producciones notables incluyen Hidden in the Sand (2013) y City Stories (2013), ambas de James Phillips, y Camelot: The Shining City (2015) de Alan Lane.

## Filmografía
| Año  | Título                    | Rol              | Notas        |
| ---- | ------------------------- | ---------------- | ------------ |
| 2015 | Always in the Present     | Florence         | [ 5 ]        |
| 2013 | Push                      |                  | Corto        |
| 2011 | Mesocafé                  | Bisan            | [ 5 ]        |
| 2011 | The Palace                | Stella           | Corto        |
| 2010 | Doctors                   | Kate Nichols     | 1 episodio   |
| 2010 | The Ghost Writer          | Connie           | [ 5 ]        |
| 2009 | The Fourth Kind           | Theresa          | [ 5 ]        |
| 2008 | House of Saddam           | Sara             | 1 episodio   |
| 2007 | Casualty                  | Nadia Talianos   | 37 episodios |
| 2006 | Dream Team                | Gabrielle Taylor | 2 episodios  |
| 2006 | The Amazing Mrs Pritchard | Janita           | 1 episodio   |

## Teatro
| Año  | Título                    | Rol                         | Teatro             |
| ---- | ------------------------- | --------------------------- | ------------------ |
| 2013 | City Stories              | Audrey / Ruth / Anna        | St James           |
| 2015 | Camelot: The Shining City | Elaine                      | Sheffield Crucible |
| 2014 | Little Stitches           | Flight attendant / Activist | Gate Theatre       |
| 2013 | Hidden in the Sand        | Sophia                      | Trafalgar Studios  |